# 안산시 단원구 갑
안산시 단원구 갑은 대한민국의 폐지된 국회의원 선거구이다. 당시 경기도 안산시 단원구의 일부 지역을 관할했다.

## 역사
2002년 11월, 안산시에 구제가 실시되면서 일반구인 단원구가 신설되었다. 이에 제17대 국회의원 선거를 앞두고 신설되었다.
2024년 제22대 국회의원 선거를 앞두고 안산시 지역의 선거구가 개편되었다. 이에 안산시 단원구 갑 선거구에 해당하는 지역들이 모두 신설되는 안산시 병 선거구에 편입됨에 따라 폐지되었다.

## 관할 구역
- 와동
- 원곡동
- 백운동
- 신길동
- 선부1동
- 선부2동
- 선부3동

## 역대 국회의원
| 선거   | 정당 | 정당         | 의원   |
| ------ | ---- | ------------ | ------ |
| 2004년 |      | 열린우리당   | 천정배 |
| 2008년 |      | 통합민주당   | 천정배 |
| 2012년 |      | 새누리당     | 김명연 |
| 2016년 |      | 새누리당     | 김명연 |
| 2020년 |      | 더불어민주당 | 고영인 |

## 역대 선거 결과

### 대한민국 제17대 국회의원 선거
|  | 58.21% |

|  | 31.81% |

|  | 7.73% |

|  | 2.23% |

### 대한민국 제18대 국회의원 선거
|  | 49.12% |

|  | 41.97% |

|  | 7.07% |

|  | 1.82% |

### 대한민국 제19대 국회의원 선거
|  | 43.37% |

|  | 36.87% |

|  | 12.80% |

|  | 6.93% |

### 대한민국 제20대 국회의원 선거
|  | 39.29% |

|  | 36.18% |

|  | 21.56% |

|  | 2.95% |

### 대한민국 제21대 국회의원 선거
|  | 55.74% |

|  | 41.25% |

|  | 1.89% |

|  | 1.11% |